# Votomita
Votomita é um género botânico pertencente à família Memecylaceae.